# Kimry
Kimry (ruski: Кимры) je grad na jugu Tverske oblasti u Rusiji.

## Zemljopisni položaj
Nalazi se kod ušća rijeke Kimrke u rijeku Volgu, 133 km istočno od Tvera, na obali Ugličkog umjetnog jezera. Zemljopisne koordinate su mu 
56°52′ sjeverne zemljopisne širine i 37°21' istočne zemljopisne dužine.

## Promet
Zračna luka Kletino.

## Stanovništvo
U Kimrima živi 50.500 stanovnika (stanje 2006.).
Po popisu 2002., grad je imao 53.650 stanovnika, a po procjeni iz 1992., u Kimrima je živilo 61.800 stanovnika.